# Apeira mariscolora
Apeira mariscolora là một loài bướm đêm trong họ Geometridae.